# Октябрьское (Брянский район)
Октя́брьское — село в Брянском районе Брянской области, в составе Добрунского сельского поселения.

## География
Расположено в 5 км к северу от Добруни, в 7 км от юго-западной окраины г. Брянска.
В 2 км к западу от села находится международный аэропорт Брянск; через село проходит автодорога, ведущая в аэропорт, и именно село Октябрьское указывается как адрес нахождения аэропорта.

## История
Впервые упоминается в 1595 году как вотчина Свенского монастыря, в ведении которого оставалась до 1764; входило в состав Подгородного стана Брянского уезда. Приходская Покровская церковь упоминается с 1700 года (не сохранилась).
В XVIII—XIX вв. — одно из крупнейших сёл Брянского уезда. В середине XIX века входило в экономическую Супоневскую волость; с 1861 по 1924 в Елисеевской волости (с 1921 — в составе Бежицкого) уезда. В 1891 году была открыта школа грамоты, а в 1899 — земская школа.
В 1924—1929 гг. в Бежицкой волости; с 1929 года в Брянском районе.
В 1932—1965 гг. — центральная усадьба колхоза «Заря коммунизма». До 1954 года — центр Коростовского сельсовета, в 1959—1970 в Толмачевском сельсовете (временно также являлось его центром).
В 1961 году указом Президиума Верховного Совета РСФСР село Коростовка переименовано в Октябрьское.

## Население
| 2010 | 2013 |
| ---- | ---- |
| 222  | ↗225 |